# Charłu (przystanek kolejowy)
Charłu (ros. Харлу, krl. Harlu) – przystanek kolejowy w miejscowości Charłu, w rejonie pitkiaranckim, w Karelii, w Rosji. Położony jest na linii Janisjarwi – Łodiejnoje Pole.
Przystanek powstał w XXI w. 

## Stacja kolejowa Charłu
Ok. 700 m na północ (w stronę Janisjarwi) od opisywanego przystanku znajduje się obecnie nieczynna stacja kolejowa Charłu (fiń. Harlu). Powstała ona w okresie międzywojennym, gdy tereny te przynależały do Finlandii.

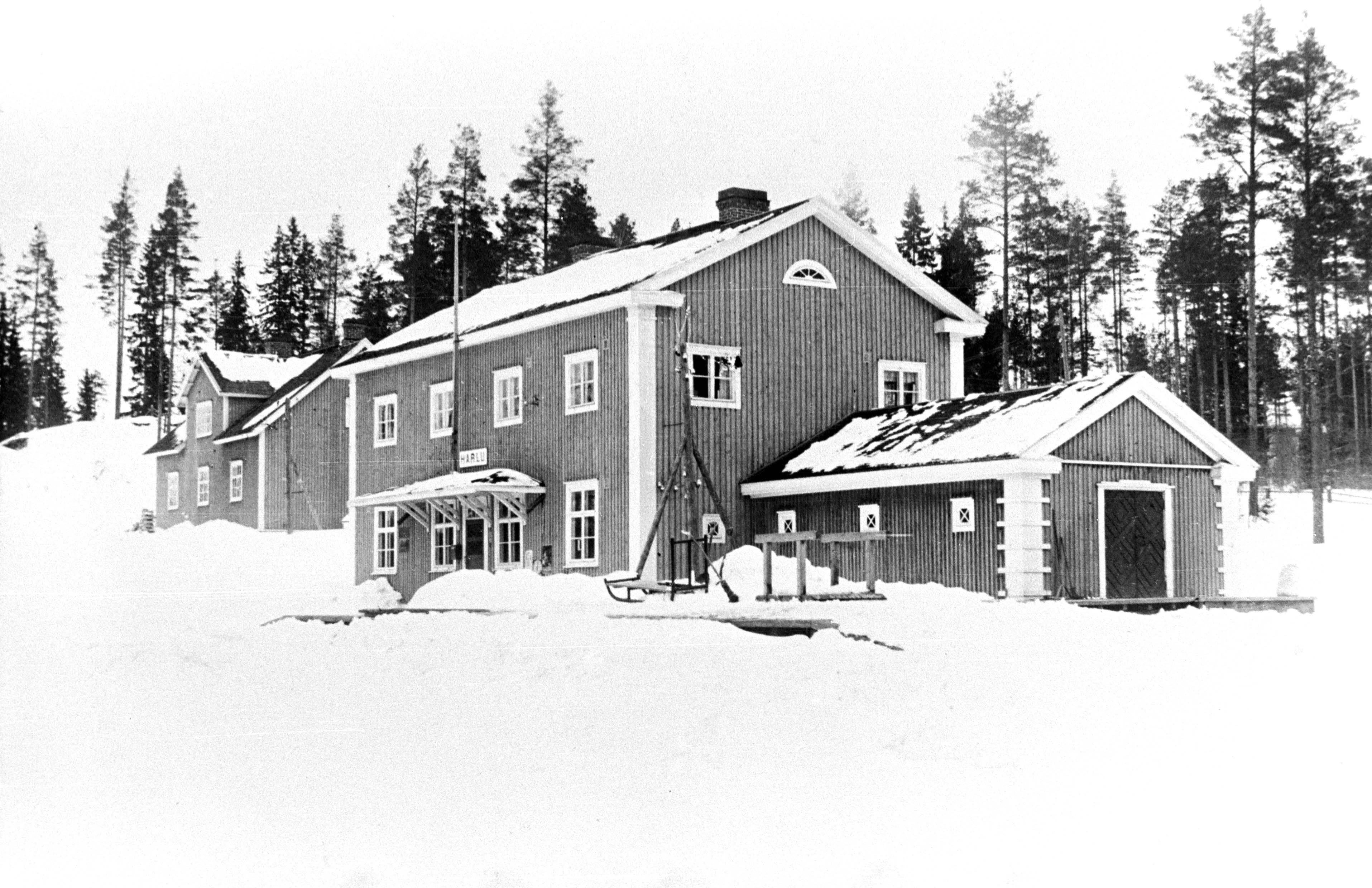
stacja Harlu w czasach fińskich
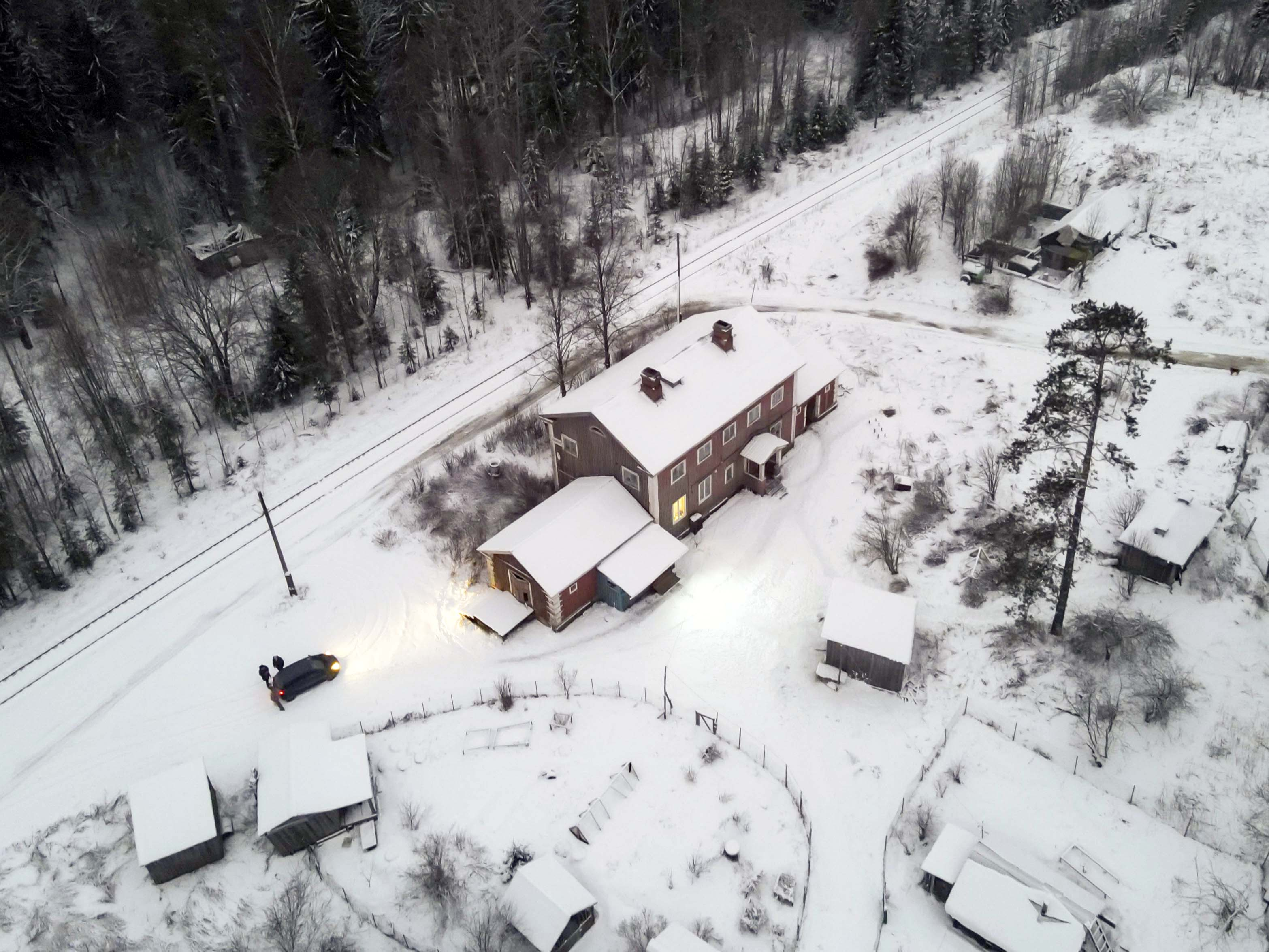
stacja Charłu w 2020
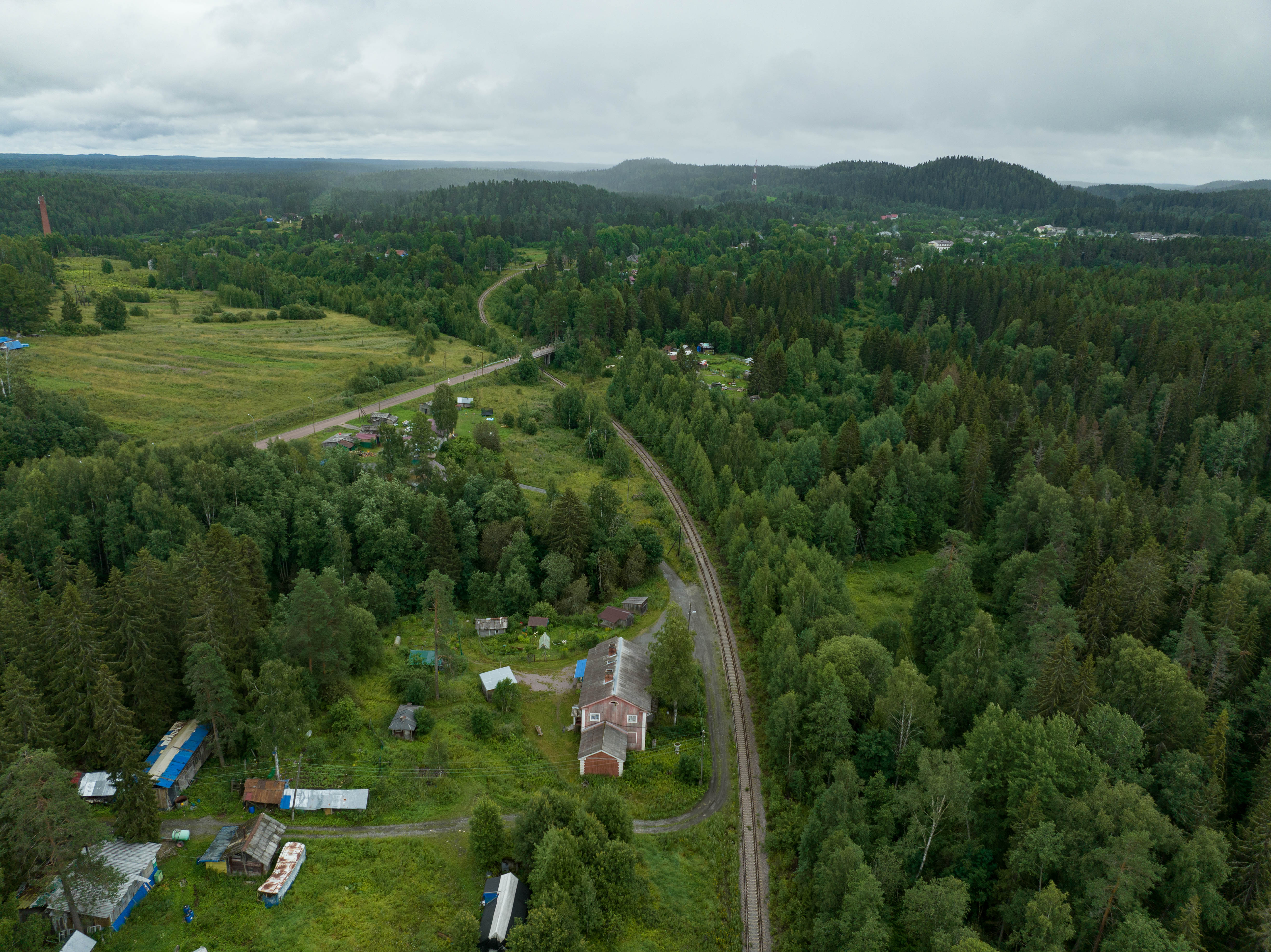
stacja Charłu; widok w stronę Łodiejnojego Pola
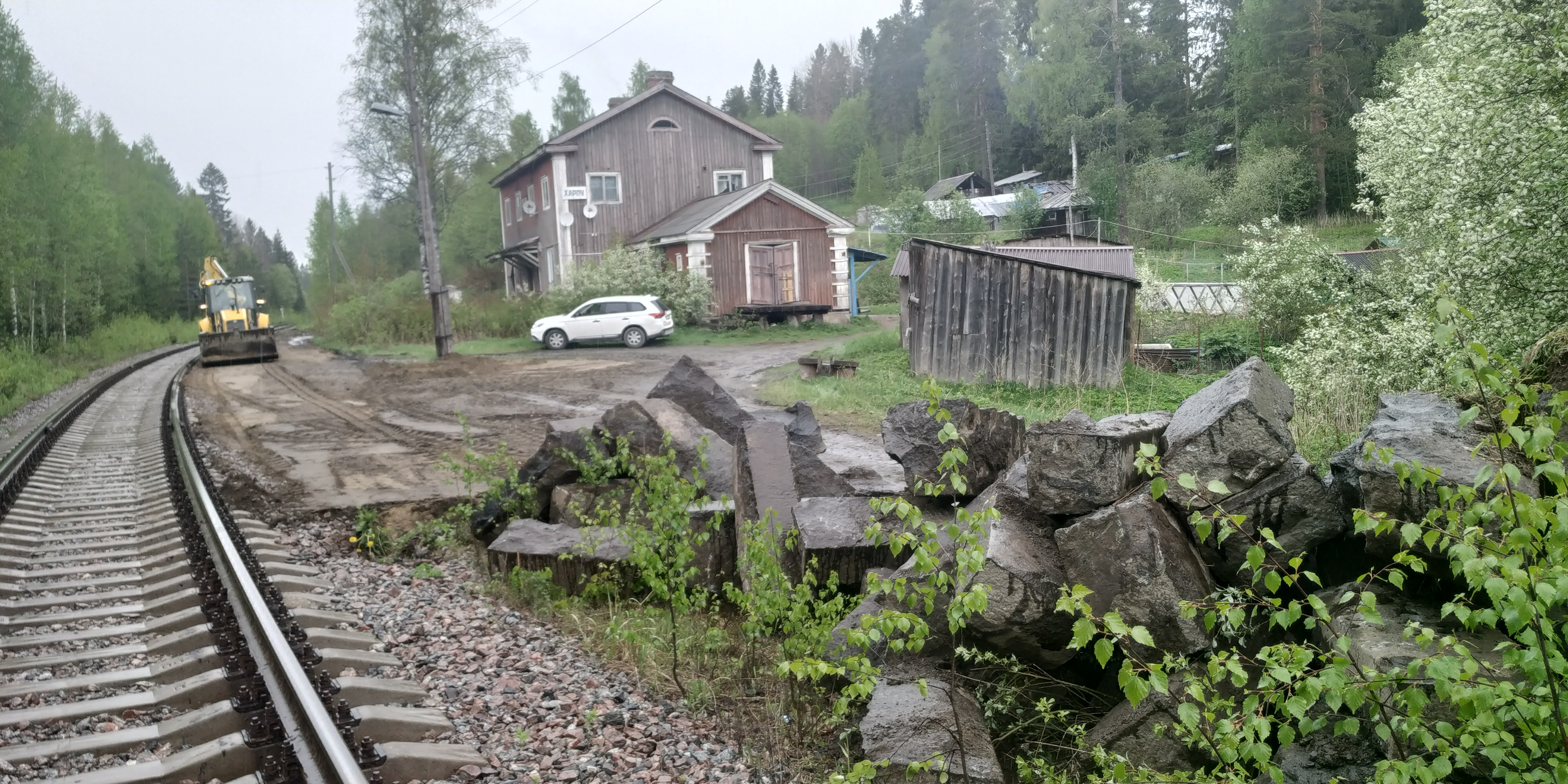
demontaż peronu na stacji (2021)